# Črenšovci (plaats)
Črenšovci is een plaats in Slovenië en maakt deel uit van de gelijknamige gemeente in de NUTS-3-regio Pomurska. De plaats telde 1.151 inwoners op 1 januari 2020.